# Ariocarpus
Ariocarpus é um gênero botânico com sete espécies da família Cactaceae. O gênero foi descrito por Michael Joseph François Scheidweiler em 1838 e a espécie-tipo é Ariocarpus retusus Scheidw. Ariocarpus está em perigo e é bastante raro na natureza. Trata-se de um gênero reconhecido pelo sistema de classificação filogenética Angiosperm Phylogeny Website.
Etimologia
O nome vem do grego antigo "ária" (um tipo de carvalho) e "carpos" (= fruta) por causa da semelhança da fruta dos dois gêneros na forma de bolota. Outra possibilidade para a origem do nome é o trabalho que Scheidweiler fez sobre a árvore Sorbus aria na época em que descreveu o gênero Ariocarpus. Ele pode ter querido dizer que os frutos das plantas Ariocarpus se parecem com os frutos da ária Sorbus.

## Sinônimos
- Anhalonium Lem., 1839
- Roseocactus A.Berger, 1925
- Neogomesia Castañeda, 1941

## Descrição
Planta originaria do Texas e do México setentrional, sem talo, com tubérculos baixos, desprovidos de espinhos e similares a folhas dispondo em forma de roseta e com o cume plano. As diferentes espécies distinguem-se pelas formas dos seus tubérculos. São plantas pequenas em média alcançam um diâmetro de 15 cm.
As flores, brancas, rosas ou purpuras, tem uma largura ao redor de 5 cm e brotam cerda do centro da planta. Saem das aureolas, como nos outros cactos. Em Ariocarpus estão nas axilas das folhas. As flores duram poucos dias, se fecham pela noite e se abrem na manhã seguinte.
Não é um gênero fácil de cultivar, apodre-se facilmente na umidade  alta, além de crescer devagar e tem dificuldade de florescer. Requerem muitas horas de luz solar . suporta temperaturas no inverno, de até 6 °C, protegido da umidade atmosférica. Se multiplica por brotamento.

## Taxonomia
A história taxonômica do gênero é um tanto confusa. Em 1838, Michael Scheidweiler descreveu Ariocarpus retusus, estabelecendo o gênero. Ele baseou a descrição em plantas enviadas do México para a Europa por Henri Galeotti. As mesmas plantas foram recebidas por Charles Antoine Lemaire, que as descreveu em um livro publicado em 1839 como Anhalonium prismaticum, acrescentando uma crítica à descrição de Scheidweiler em uma nota no final de seu livro. Lemaire era conhecido como especialista em cactos, e os autores subsequentes usaram seu nome até cerca de 1900, embora o nome de Scheidweiler tivesse prioridade. Anhalonium é supérfluo e, portanto, um nome ilegítimo.
Em 1925, Alwin Berger separou algumas espécies de Ariocarpus no gênero Roseocactus, com base na forma das aréolas. Esta separação não é agora considerada justificada. Ariocarpus agavoides foi originalmente descrito em um gênero separado, Neogomesia, mas agora é colocado em Ariocarpus. A espécie Lophophora williamsii (peiote) foi colocada em Anhalonium uma vez, embora não em Ariocarpus.

## Distribuição
Com uma exceção, o gênero é nativo das partes centrais do México, o nordeste e o sudoeste. Está ausente do oeste, incluindo Baja California, e do sudeste, incluindo Yucatán. Ariocarpus fissuratus tem uma distribuição nativa que se estende do México ao sul e sudoeste do Texas nos Estados Unidos, sendo encontrada no deserto de Chihuahuan em ambos os lados da fronteira.
Ariocarpus é fortemente adaptado a condições severas de seca. Grandes raízes subterrâneas constituem grande parte da planta; o caule cresce próximo ao solo (ou mesmo abaixo dele) e tem uma superfície superior espessa (epiderme).

## Espécies
As espécies aceites neste gênero são:
- Ariocarpus agavoides (Castañeda) E. F. Anderson
- Ariocarpus fissuratus (Engelm.) K. Schum.
- Ariocarpus kotschoubeyanus (Lem.) K. Schum.
- Ariocarpus retusus Scheidw.
- Ariocarpus scaphirostris Boed.
- Ariocarpus trigonus (F. A. C. Weber) K. Schum.
- Ariocarpus × drabi Halda & Sladk.